# SPDR Gold Trust
SPDR Gold Trust или SPDR Gold Shares (тикер GLD) — биржевой инвестиционный фонд в виде траста, чьи акции на 100 % обеспечены золотом — собственными запасами компании. На конец 2015 года в его запасах почти 700 тонн золота в слитках, компания является самым крупным частным золотохранилищем . Акции фонда торгуются на электронной биржевой площадке NYSE Arca, принадлежащей Intercontinental Exchange. 
Управляется компанией State Street Global Advisors.
GLD начал деятельность 18 ноября 2004 года.
Крупнейшим инвестором фонда с I кв. 2016 года является компания BlackRock. Ранее крупнейшим инвестором SPDR Gold Trust являлся миллиардер Джон Полсон.
19 августа 2011 года GLD стал крупнейшим торгуемым фондом в мире.